# Escunhau
Escunhau és un poble del municipi de Vielha e Mijaran, a la Vall d'Aran. Escunhau està situat a la riba esquerra de la Garona, a 1.049 m d'altitud. Fins al 1970 fou municipi independent, i el seu terme comprenia, a més, els pobles de Casarilh i Betren i el despoblat de Castell. A uns 9 quilòmetres del poble, travessant el bosc d'Escunhau, es troba l'estany d'Escunhau. Juntament amb el poble veí de Casarilh, forma l'entitat municipal descentralitzada d'Escunhau e Casarilh.

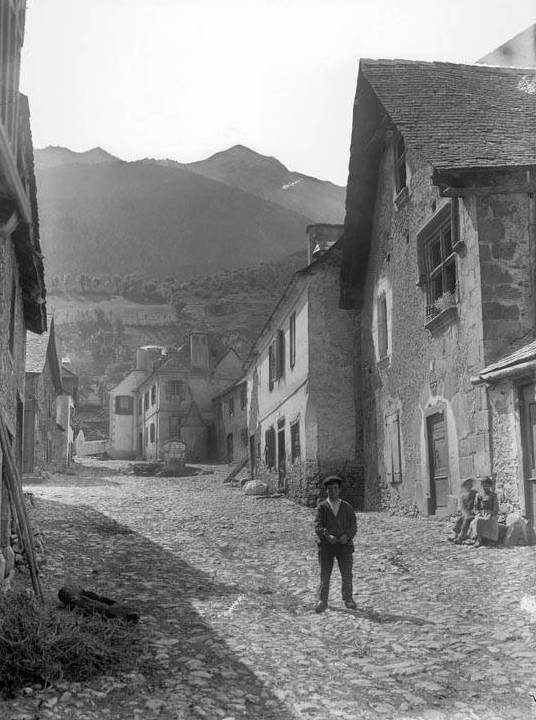
Escunhau cap a 1907

És un conjunt que forma part de l'Inventari del Patrimoni Arquitectònic de Catalunya. El poble d'Escunhau, cap de l'antic terme del mateix nom, es troba a la riba esquerra de la Garona, a 1049 m d'altitud, vora la carretera C-142 i al peu del tuc de Meidia. L'antic Camin Reiau, que recorria tota la Vall, creuava de banda a banda tot el poble. El nucli, que tenia 92 h el 1981, conserva algunes cases interessants, com Çò de Jançò (segle XVII) i, sobretot, la casa dita Çò de Pejoan, que té la llinda datada més antiga de la Vall (1393), així com diversos finestrals renaixentistes. A la part alta del nucli hi ha l'església parroquial romànica de Sant Péir, originàriament del segle xii, bé que reformada posteriorment, que conserva un interessant portal del segle xii.
El 2019 tenia 114 habitants. La Festa Major se celebra el 29 de juny, per Sant Pere.
Fins a la fixació normativa de l'aranès, era habitual escriure Escunyau en català.